# Le avventure acquatiche di Steve Zissou
Le avventure acquatiche di Steve Zissou (The Life Aquatic with Steve Zissou) è un film del 2004 diretto da Wes Anderson (anche autore della sceneggiatura col collega e amico Noah Baumbach) e interpretato da un nutrito cast formato da Bill Murray, Owen Wilson, Cate Blanchett, Anjelica Huston, Willem Dafoe, Jeff Goldblum e Michael Gambon.
Il personaggio dell'oceanografo e documentarista Steve Zissou, interpretato da Murray, è al tempo stesso una parodia di Jacques-Yves Cousteau e un omaggio alla sua memoria (il berretto rosso ne è il richiamo più evidente).

## Trama
Steve Zissou è un famoso oceanografo e documentarista ormai in declino. Il film inizia con la proiezione del suo ultimo documentario, in cui si viene a conoscenza del fatto che, durante la spedizione, un animale mai visto prima e di cui non si vede traccia nella pellicola ha ucciso il suo migliore amico Esteban du Plantier.
Nessuno degli spettatori è disposto a credere all'esistenza dello "squalo-giaguaro" - come l'ha battezzato Steve -, di conseguenza egli non riesce a trovare nessuno che voglia finanziare la nuova spedizione alla caccia dell'animale. In questa situazione di crisi fa la conoscenza di Ned Plimpton, un tranquillo ragazzo del Sud, che dice di essere probabilmente suo figlio. Steve chiede a Ned di unirsi al suo equipaggio a bordo della sua nave, la Belafonte.
Poco dopo, venuto a conoscenza delle cattive condizioni economiche in cui versa suo padre, Ned metterà a completa disposizione di Steve la sua eredità lasciatagli dalla madre morta. Il viaggio viene documentato da una giornalista, Jane, che ha l'obiettivo di scrivere un pezzo sulla vita di Steve.
La spedizione ha inizio con il furto di materiale nautico da una base marina di Alistar Hennessey, collega e rivale di Steve, mentre sia Steve sia Ned iniziano a mostrare interesse romantico per la giornalista, incinta da una relazione incerta con un uomo sposato.
Il gruppo ritrova una scatola nera di un aereo precipitato nell'oceano, e Ned inizia ad avere una relazione con Jane. Poco dopo il gruppo viene attaccato da pirati che Steve riesce a mettere in fuga durante una sparatoria, ma che rapiscono un assistente della casa di produzione del film. Con la nave in fiamme e senza carburante, Hennessey si reca in aiuto di Steve, che tuttavia è costretto a ricorrere all'aiuto finanziario di sua moglie Eleanor, con la quale aveva precedentemente litigato, per pagare il costoso conto del salvataggio. Nel frattempo il rapporto tra Steve e Ned si stringe e i due diventano molto uniti, nonostante i dubbi dell'equipaggio che non vede di buon occhio la presenza di Ned.
La squadra decide di salvare l'assistente della casa di produzione, e recandosi sull'isola dove i pirati hanno portato l'assistente scoprono che anche lo stesso Hennessey è stato attaccato e la nave distrutta. Durante una sparatoria, il gruppo riesce a salvare sia Hennessey sia l'assistente, e i due si uniscono all'equipaggio per il resto della spedizione. Il gruppo inizia ad apprezzare Ned per il suo valore e a considerarlo un membro dell'equipaggio, tuttavia, durante una spedizione con l'elicottero, un incidente aereo uccide Ned, che viene sepolto in mare.
Il team alla fine intercetta il leggendario squalo giaguaro, ma Steve decide di non ucciderlo. Il documentario è un grandissimo successo, e questo dà lo stimolo a Steve di ripartire per nuove avventure marittime assieme alla sua squadra e ai nuovi aggiunti.

## Riprese
Tra le varie location del film ci sono l'isola di Ponza (Latina), Sabaudia (Latina), Napoli, Roma (l'Albergo Mediterraneo, un magnifico esempio di architettura Art Decò perfettamente conservato) e Torre Astura presso il poligono di tiro militare dell'UTTAT di Nettuno (Roma).

## Colonna sonora
I rimandi musicali nel film sono evidenti, dal sottomarino giallo Deep Search (Yellow Submarine) alle tutine in stile Devo e al nome della barca del team, la Belafonte, in apparenza ispirato da Harry Belafonte, in realtà si tratta di un altro rimando a Cousteau: la sua nave si chiamava Calypso, proprio come la canzone resa celebre da Belafonte. L'addetto alla sicurezza-cantante Pelé è interpretato da Seu Jorge, vero cantante di bossa nova.

### Musiche originali
Le musiche composte appositamente per il film sono firmate da Mark Mothersbaugh (membro del gruppo musicale Devo) e hanno suoni e timbri caratteristici di strumenti elettronici Casio, assai usati negli anni ottanta (tastiera elettronica, sintetizzatore, drum machines, eccetera).

### Musiche non originali
Le canzoni appartengono al repertorio più famoso di David Bowie e vengono suonate alla chitarra classica dall'assistente alla sicurezza del team Zissou, Pelé. I pezzi vengono cantatati da Seu Jorge in portoghese, comunque mai per intero.
Sono altresì presenti versioni originali di altri artisti. Ad esempio Search and Destroy di Iggy and the Stooges accompagna l'attimo in cui Steve si ribella ai pirati che tengono sotto sequestro lui e il suo team.
Here's to You di Joan Baez e Ennio Morricone appare trasmessa da un interfono legato a una mongolfiera su cui sono seduti Steve Zissou e la giornalista. Il brano sembra realmente uscire da quell'altoparlante, poiché il suono è disturbato e ruvido.
Nella sequenza che racconta l'addestramento di Ned, la musica è Gut Feeling dei Devo, più precisamente la lunga sezione strumentale che sta all'inizio della canzone.
L'incontro con lo squalo-giaguaro è accompagnato da Staràlfur dei Sigur Rós.

## Distribuzione
Il film è uscito nelle sale cinematografiche statunitensi il 25 dicembre 2004, mentre in Italia il 4 marzo 2005.

### Edizione italiana
L'edizione italiana della pellicola è a cura di Carlo Valli, direttore del doppiaggio e anche autore di dialoghi, con l'assistenza di Michela Barbera. Il doppiaggio italiano, invece, è stato eseguito dalla Cast Doppiaggio srl e la sonorizzazione fu affidata alla Sefit-CDC.

## Accoglienza

### Incassi
Il film si è rivelato un flop incassando in Nord America 24020403 $ e nel resto del mondo 10788000 $, per un ricavo complessivo di 34808403 $ a fronte a un budget di produzione di 50 milioni.